# مومیث خان
مومیث خان (به انگلیسی: Mumaith Khan) (زاده ۱ سپتامبر ۱۹۸۵) مدل، بازیگر هندی است. خان در ۱ سپتامبر ۱۹۸۵ زاده شد. وی در بمبئی متولد و بزرگ شد. پدرش اهل پاکستان و مادرش اهل چنای است.
از فیلم‌هایی که وی در آن نقش داشته‌است می‌توان به خوش شانس، جنجال، مونا قلدره، منو عصبانی نکن، دغل و میان‌بر رومئو اشاره کرد.